# 八幡川 (広島市佐伯区)
八幡川（やはたがわ）は、広島市西部を流れる二級河川。

## 地理
広島市佐伯区湯来町の東郷山（とうごうざん）より阿弥陀山（あみだやま）に至る標高800m内外の連山に発し、葛原（つづらはら）で木末川（こずえがわ）と合流、東流しながら中流部に至り、魚切ダムを経て佐伯区上河内より南方に曲流する。五日市町中地で最大の支川である石内川（いしうちがわ、流域面積23.5km²）を合流した後、瀬戸内海（広島湾）に注ぐ。河口付近では佐伯区と同市西区の区境を成す。旧河道は、広島県道290号原田五日市線の東側に併走していた。河道が変わったのは江戸時代の頃。

## 動物
春や秋にはシギ・チドリ類が、冬にはヒドリガモなどのカモ類が飛来する。
上流域では天然記念物のオオサンショウウオの生息が知られてきたが、2022年にチュウゴクオオサンショウウオとの交雑種が発見されている。

## 流域の自治体
広島県
広島市佐伯区、西区

## 河川施設

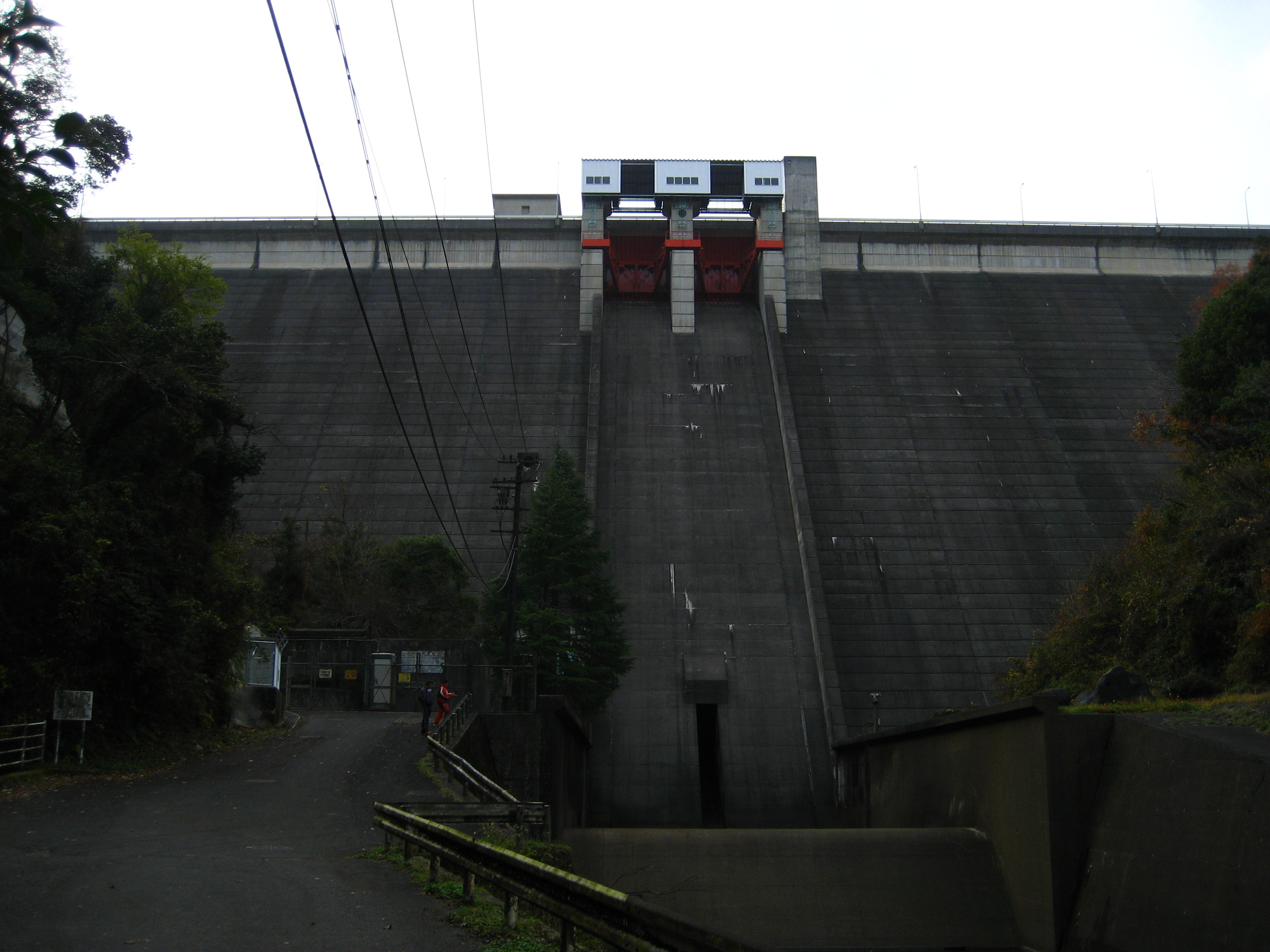
魚切ダム
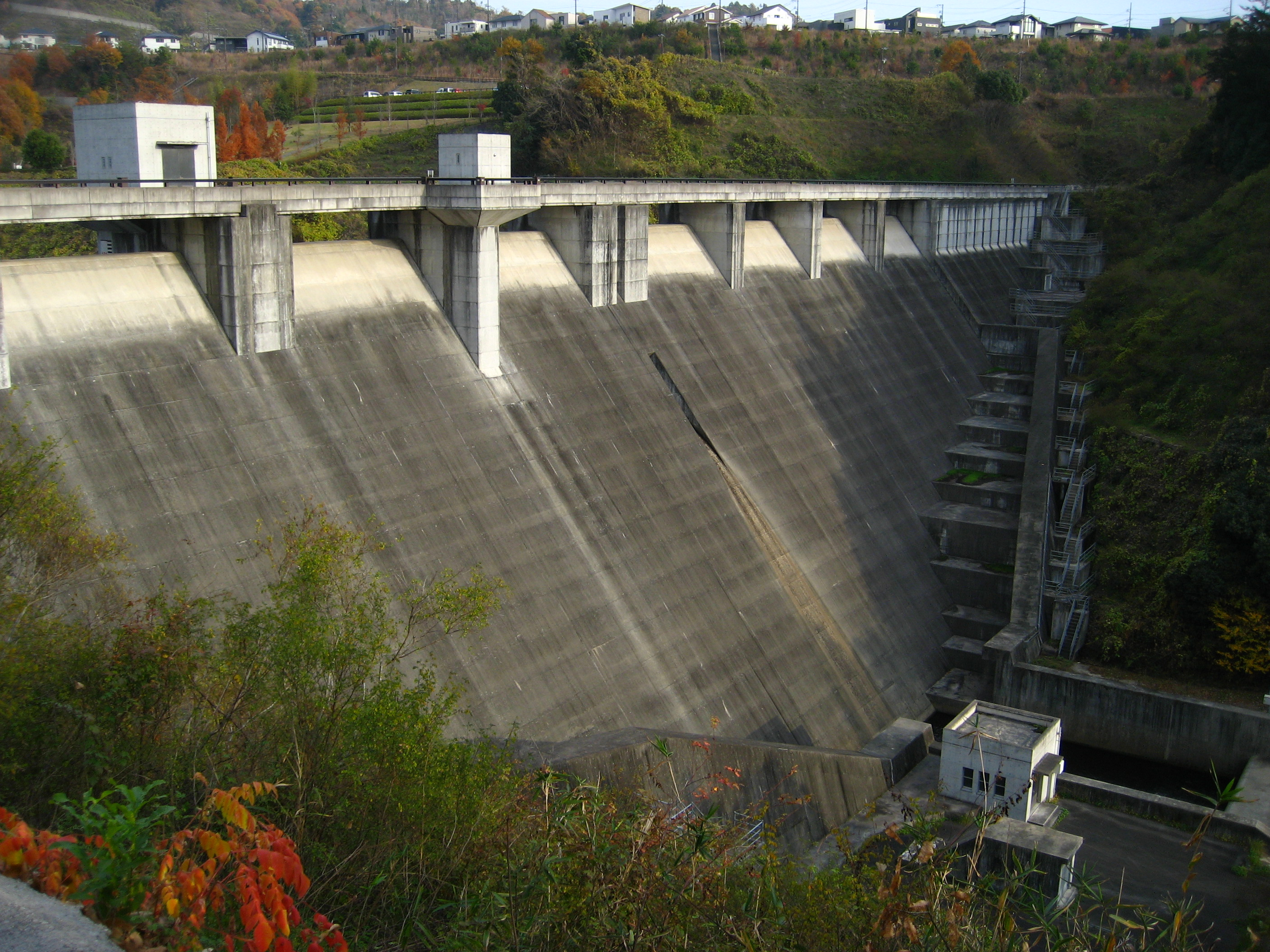
梶毛ダム（梶毛川）

- 魚切ダム
- 梶毛ダム

## 八幡川リバーマラソン
1984年より毎年7月の最終日曜日に、佐伯区皆賀の三島橋下八幡川河川敷を発着とした、八幡川リバーマラソンが行われている。
近年の開催日は以下の通り。

第25回　2008年 8月 3日（日）

第26回　2009年 8月 2日（日）

第27回　2010年 8月 1日（日）

第28回　2011年 8月 7日（日）

第29回　2012年 7月29日（日）

第30回　2013年 8月 4日（日）

第31回　2014年 8月 3日（日）

第32回　2015年 8月 9日（日）

第33回　2016年 7月31日（日）

距離
- 小学3・4年男女 - 500m
- 小学5・6年男女 - 1km
- 中学生男女 - 1.5km
- 高校生以上一般男女 - 1.5kmと3km
- 学区および企業対抗リレー - 3km
  - 中学生以上の6人でチームを組む